# Federación Peruana de Basketball
La Federación Deportiva Peruana de Basket (FDPB) es el ente rector del Baloncesto en el Perú. Fue fundada en 1926 y está afiliada al Comité Olímpico Peruano (COP) y a la Federación Internacional de Basketball (FIBA).
Tiene como sede el Coliseo Eduardo Dibós ubicado en la Esquina de Avenida Aviación y Avenida Primavera, en el distrito de San Borja. Su primer Presidente fue el Sr. Mario de las Casas y la actual Junta Directiva elegida por los años (2022-2024).

## Organización
La actual Junta Directiva de la FDPB está integrada por:
- Presidente: Víctor Cisneros Colchado (BARRANCA)
- Vicepresidente: Sylvia Ramirez Martinez (HUÁNUCO)
- Tesorero: Saúl Sierra Ríos (HUARAZ)
- Secretario: José Benavides Silva (ICA)
- Vocal: Juan Lombardi Perez (TACNA)
- Vocal: Jaime Morales López (HUARAZ)
- Vocal: Erick Ramos Luna (BARRANCA)

Su principal función es dirigir el desarrollo del basketabll en el Perú, organizando los distintos campeonatos de las Ligas de Basketball del país, a la vez que forma y selecciona a los jugadores que integrarán a la Selección de baloncesto de Perú. 
La Junta Directiva de la FDPB cuenta con el reconocimiento del Instituto Peruano del Deporte (IPD), del Comité Olímpico Peruano y viene gestionando la de la Federación Internacional de Basketball (FIBA). La FDPB es la organización que tiene la representación oficial del basketball peruano y autoriza las salidas de las selecciones nacionales y clubes a los campeonatos oficiales del circuito internacional.

## Afiliación y situación registral
En septiembre del 2018 la FIBA suspendió a la Federación Deportiva Peruana de Basketball. En junio de 2021 es expulsado de la FIBA. El Estado Peruano no reconocía a su Junta Directiva sin embargo, la Federación Deportiva Peruana de Basketball fue normalizando su situación registral y en septiembre de 2022, alcanzó la inscripción de su Grupo de Trabajo en el Registro Nacional del Deporte (RENADE). Luego, el 18 de agosto de 2022, la Junta Directiva de la Federación Deportiva Peruana de Basketball fue reconocida por el IPD con la Resolución 046-2022-IPD-P/CD. De igual modo, la Junta Directiva de la FDPB se inscribió en la partida 11315033 de los Registros Públicos de Lima el 8 de septiembre de 2022. En marzo de 2024 el Comité Olímpico Peruano anunció el retorno de la Federación de Basket con la adecuación a la normativa de FIBA, la aprobación del estatuto así como otros procedimientos como la convocatoria de asambleas.

## Ligas Afiliadas
- Liga de Abancay
- Liga de Ayacucho
- Liga de Bagua
- Liga de Barranca
- Liga de Cajamarca
- Liga de Caraz
- Liga de Celendín
- Liga de Calca
- Liga de Chaupimarca
- Liga de Chachapoyas
- Liga de Callao
- Liga de Cerro Colorado
- Liga de Chiclayo
- Liga de El Tambo
- Liga de Huancavelica
- Liga de Huanta
- Liga de Huánuco
- Liga de Huaral
- Liga de Ilo
- Liga de Independencia
- Liga de Jaén
- Liga de Juliaca
- Liga de La Molina
- Liga de Manantay
- Liga de Moquegua
- Liga de Moyobamba
- Liga de Nuevo Chimbote
- Liga de Piura
- Liga de Puno
- Liga de Pampas
- Liga de Quillabamba
- Liga de Restauración
- Liga de Rupa Rupa
- Liga de San Juan de Lurigancho
- Liga de Saylla
- Liga de Sicuani
- Liga de Tacna
- Liga de Tarapoto
- Liga de Tarma
- Liga de Trujillo
- Liga de Urubamba
- Liga de Wanchaq
- Liga de Yanacancha